# Santa Cecília d'Abella d'Adons
Santa Cecília d'Abella d'Adons és una església romànica amb elements neoclàssics de Gotarta al municipi Pont de Suert (Alta Ribagorça) inclosa a l'Inventari del Patrimoni Arquitectònic de Catalunya.

## Descripció
Edifici de planta rectangular amb edificis adossats a la capçalera de ponent i al lateral de migjorn. La façana principal, orientada a llevant, té una porta senzilla amb arc rebaixat, rosetó i campanar a la cantonada de migdia amb les finestres amb arc de mig punt, i murs de carreus aixamfranats a les cantonades.

## Història
El lloc va pertany als barons d'Erill i passà després a la possessió del monestir de Lavaix. Està documentada des del 961.